# Opel Chevette
Opel Chevette (nebo také Vauxhall Chevette či Chevrolet Chevette) byl malý automobil vyráběný koncernem General Motors v letech 1975 až 1984.
Vůz byl vyráběn ve městech Luton (Spojené království), Arteixo (Španělsko) a Quito (Ekvádor). Vyráběl se jako dvou- nebo čtyřdveřový sedan, třídveřový hatchback nebo třídveřové kombi.

## Závodní verze
Dealer Team Vauxhall chtěl v britském šampionátu konkurovat vozům Ford Escort RS a tak byl pro rallye upraven typ Chevette. Z něj byla odvozena sportovní verze HS a později HSR.

### Vauxhall Chevette
Will Sparrow s tímto vozem vyhrál svou kategorii na RAC Rallye 1974 a RAC Rallye 1975.

### Vauxhall Chevette HS
Homologace proběhla 1. listopadu 1976. Pentti Airikkala se s typem Chevette HS stal britským mistrem v roce 1979.
Zadní kola poháněl řadový čtyřválec DOHC s šestnáctiventilovou hlavou o objemu 2279 cm³ (vrtání 97,5 x zdvih 76,2 mm), který byl uložen vpředu podélně a dosahoval výkonu 240 koní a kroutícího momentu 260 Nm. Výkon zvyšovaly dva karburátory Dell Orto. Pětistupňová převodovka byla od firmy ZF a jednokotoučová spojka od firmy AP. Diferenciál měl omezenou svornost. Přední kola byla nezávisle zavěšená s vinutými pružinami. Zadní náprava byla tuhá s vlečnými rameny a Pandharskou tyčí. Plynokapalinové tlumiče vyrobila firma Bilstein.
Rozměry
- délka – 3940 mm
- šířka – 1571 mm
- výška – 1371 mm
- rozvor – 2395 mm
- hmotnost – 1000 kg